# Хьолен
Хьолен или Кьолен (на норвежки: Kjǿlen) е планинска земя в Норвегия и Швеция, в северната част на Скандинавските планини. Простира се на около 600 km от Тронхаймфиорд на югозапад до платото Финмаркен на североизток. Максимална височина връх Кебнекайсе 2123 m (най-високата точка на Швеция). Изградена е предимно от гнайси, кристалинни шисти и гранити и е дълбоко разчленена от долините на реките на отделни планински масиви (Лиерне, Бергерфел, Бьоркфелет, Сарекчоко и др.). Силно развитие имат древните ледникови форми и съвременни ледници (Свартисен и др.). На югоизток от нея водят вачалото си множество дълги и пълноводни реки (Турнеелвен, Люлеелвен, Шелефтеелвен, Умеелвен, Индалселвен и др.), вливаще се в Балтийско море, а на запад – къси и бурни реки (Намсен, Вефсна, Бьоло, Салтелв и др.), вливащи се в Норвежко море. Разширините речни долини са заети от стотици проточни езера. Покрита е с планинска тайга и планинска тундрова растителност. На шведска територия са създадени наколко национални парка: „Абиску“, „Стура-Шьофалед“, „Сарек“, „Пелекайсе“ и др.